# 出水ゴルフクラブ
出水ゴルフクラブ（いずみゴルフクラブ）は、鹿児島県出水市にあるゴルフ場。

## 所在地
- 〒899-0217 鹿児島県出水市平和町279番地北緯32度4分58.3秒 東経130度19分38.3秒 / 北緯32.082861度 東経130.327306度座標: 北緯32度4分58.3秒 東経130度19分38.3秒 / 北緯32.082861度 東経130.327306度

## コース情報
- 開場日 - 1963年10月1日
- 設計者 - 上田治、本多庄吉
- 面積 - 50万m2
- ヤーデージ - 6445ヤード
- グリーン - 高麗
- ホール/パー - 18H/Par72
- 休場日 - 月曜日セルフ営業（月曜日が祝日の場合は火曜日）12月31日、1月1日はセルフ営業

## 他の施設
練習場： 220Y 　22打席
宿泊施設： なし
コンペルーム： 最大100名
その他 温泉あり 

## アクセス
出水駅より車で10分
鹿児島市内から車で1時間45分